# 船閘

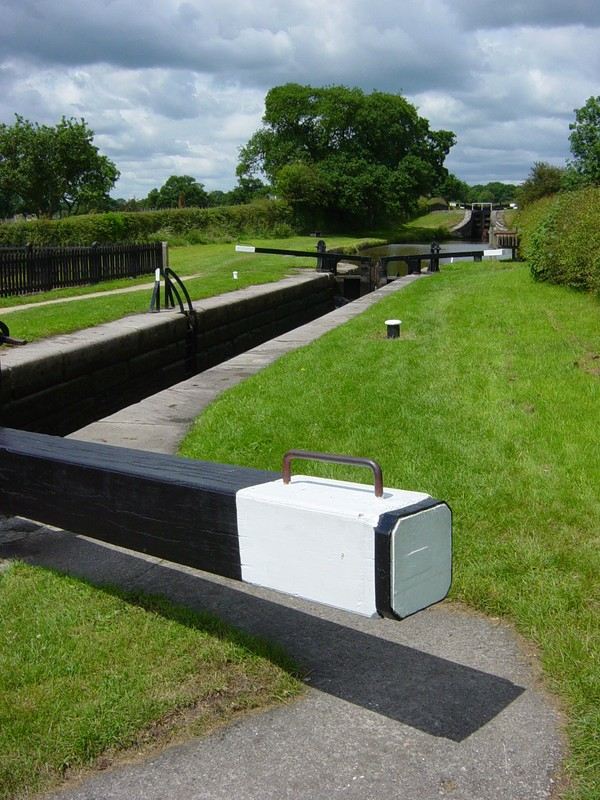
英格蘭的運河閘。

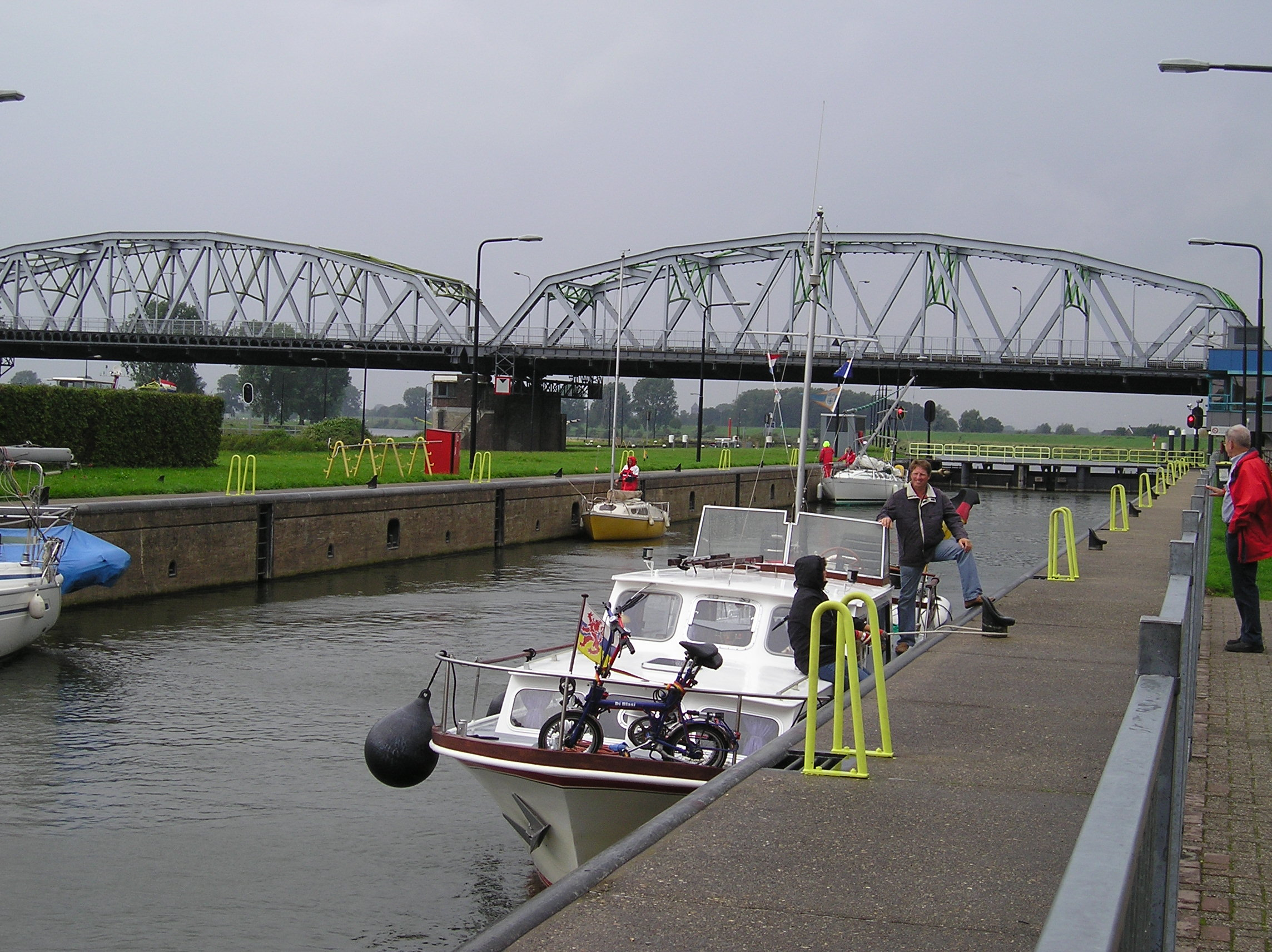
荷蘭 Grave 市的運河堰和閘混合體。

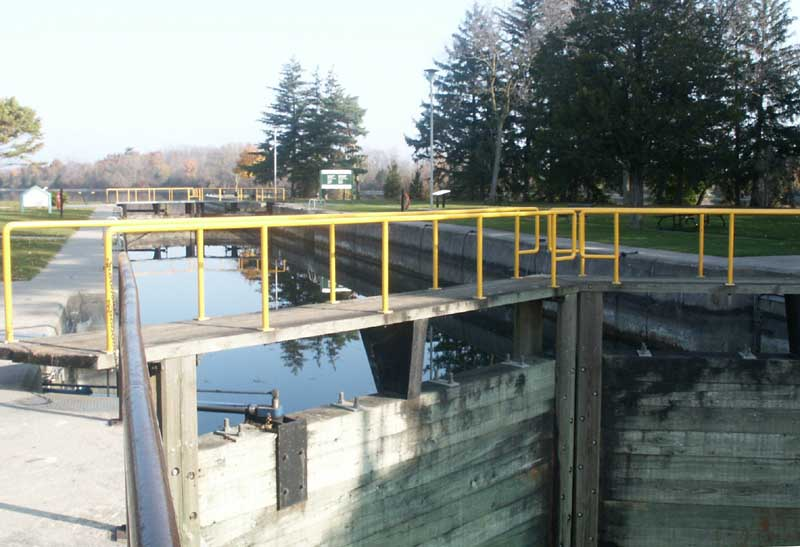
加拿大安大略湖的Trent-Severn Waterway船閘。

船閘（英語：navigation lock），是使船舶通过航道中有集中水位落差河段的一种通航建筑物。船闸由闸室（英語：lock chamber）、闸首（英語：lock head）、输水系统、引航道等组成。在闸首上设有工作闸门、检修闸门、船闸阀门、启闭机械及信号、通讯等设备。引航道内设有导航建筑物和靠船建筑物等。
船閘的闸室是固定在一個位置，用注入或排除水來控制闸室内的水位高度；这不同于直接運載船隻升降的活動沉箱（caisson lock），垂直升船机（英語：boat lift）、倾斜升船机（英語：canal inclined plane）。如三峡大坝垂直升船机就是在一个3万多吨的大水箱内承载船舶，整个水箱被垂直升降。船閘用來使河流更易航行，或使運河貫通水平面有落差的航線。气闸的設計理念和船閘類似。按照船闸的纵向排列的闸室数目可分为单级船闸和多级船闸。按照船闸的横向平行排列的闸室数目可分为单线船闸、双线船闸和多线船闸。

## 历史
秦始皇三十三年(公元前214年)凿灵渠。公元前219年，灵渠上设置陡门，构成了“单门船闸”（又称“半船闸”）。南朝宋景平年间公元423年，在扬子津（今扬州市扬子桥）附近河段上建造了两座斗门，顺序启闭两座斗门，船舶就能克服集中水位落差而上下行。北宋乔维岳于雍熙年间公元984年在西河（今淮安与淮阴间）上修建了西河闸，设有上下两个闸门，闸室长76米，闸门上有输水装置。这是中国历史上有名的西河闸，是现代船闸的雏型。
复闸的修建，是从唐代开始的。《宋史河渠志》记载，唐代宝历初年，观察使李渤曾在灵渠建立斗门，用以解决漕舟航运问题。沈括《梦溪笔谈》中记载记载了北宋仁宗天圣年间仪征运河废埭建复闸：
“天圣中，监真州排岸司、右侍禁陶鉴始议为复闸节水，以省舟船过埭之劳。是时工部郎中方仲荀、文思使张纶为发运使、副，表行之，始为真州闸。岁省冗卒五百人，杂费百二十五万。运舟旧法，舟载米不过三百石。闸成，始为四百石。其后所载浸多，官船至七百石，私船受米八百余囊，囊二石。自后北神、召伯、龙舟、茱萸诸埭，相次废革，至今为利”。
在欧洲，1375年在荷兰出现了半船闸。1481年在意大利出现了船闸。

## 應用分类

### 河船闸
如果河流有一段用作航行的河道要通過急流、堰、水壩等障礙物，因為水位在障礙物前后有大的落差，該河道須安裝船閘。
在河流的大型航道改進工程中，堰、船閘會一同用上。堰會增加浅滩河道的水深，船閘則會建在堰体的缺口或人口开挖航道的下游处（以繞過堰体或者浅滩河道）。經過這樣的改進工程後，該河道就成為正式的「航道」了（例如 考尔德和海伯航道）。航道最底部的船閘分隔開有潮汐和沒有潮汐的航道。有時一條河為了完全不受潮汐影响，直接在河口建「海閘」（防潮闸）。
愈先進的航道，愈需要更多船閘。
- 为繞過迂迴曲折河道的较长的人工开挖航道，在其上游入口处通常會加裝防洪閘。
- 人工开挖河道越長，河道开始端至結尾間的水位落差越大。所以需要更多附加的船閘。這種河道的作用就像運河一樣了。

### 運河船闸
初期的運河橫跨鄉下地方的小屋，要環繞不少小山丘，甚至繞道而行。當工程師愈來愈雄心壯志地想克服這種困難，船閘更變得重要。因為船閘能使運河無需繞道，只需調校水面面即可使船隻航行，既省時也省建築費。後來，建築技術提升，建築師更樂於使用這類附加建築物以方便航行，例如隧道、溝渠、堤壩等；甚至更技術複雜的小船升降機、運河斜面。不過，船閘的建造依然繼續以作為此等解決方法的補充，在當今航道中仍有重要地位。

## 基本建造和操作
每一個船閘都必須三個元素：
- 一個連接運河上下端的防水空間。體積要至少足夠裝一隻大船。防水空間的所在位置要固定，但其水平面可以變化。
- 一道在防水空間後端的水閘（通常是一對尖的「半個水閘」組成）。水閘開啟時船隻可進出。
- 一組用來清空或注滿防水空間的船閘齒輪。這通常是簡單的活門（傳統上應是用人手以捲繞齒捧和小齒輪機械裝置舉起一個平坦嵌板），使水能排入或排出防水空間。大型船閘或會用上泵。

運作船閘的原理很易明瞭。舉個例：如果一隻小船向下遊航行，而船閘已經注滿水：
1. 入口閘開啟，小船駛入。
2. 入口閘關閉。
3. 開啟一道活門以從防水空間排出水，使小船的位置下降。
4. 出口閘開啟，小船離開。

### 備註
- 如果船閘是空的，小船要先等待船閘注滿水，為時約 5 - 10 分鐘。
- 如果小船要向上游駛，整個程序要調轉來做。
- 整個過程大概為時 10 - 20 分鐘，取決於船閘的體積、是否和小船能配合。
- 接近船閘的船隻「甲」如還看到另一隻船「乙」從對面駛過來，通常會很高興。因為「乙」剛剛才駛離船閘，船閘仍停留在「甲」要駛入船閘的水平面，所以「甲」無需等待船閘重新定位。這大約節省 5 - 10 分鐘。（這不適用於樓梯式船閘。樓梯式船閘的操作比較快，如果同時有兩隻船或以上一起使用。）

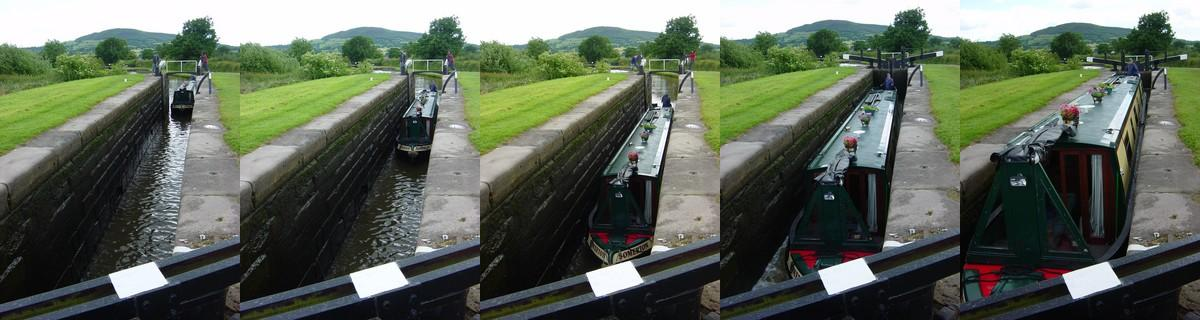
運河船閘的操作程序：
1-3.　小船駛入空的船閘；
4.　　底部船閘關閉，底部 paddle 關閉，頂部 paddle 開啟，船閘開始注水；
5.　　船閘在注水中，正在提升小船到較高的水平面。

## 詳細資料和術語
這部分會描述船閘的基本類型。简化的船閘模型是在闸室的兩端各有一對闸门（即闸首），簡單載物架和。

### Rise
闸室内水位升降高度。通常为2-3米。

### 水平河段（pound/level）

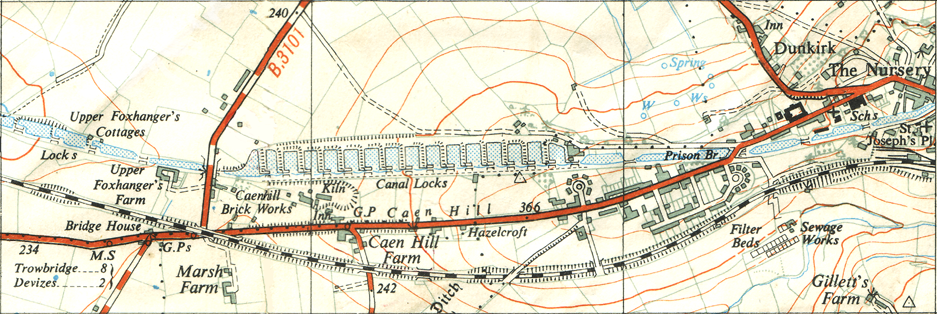
Caen Hill 运河河段的每个船闸都配有旁侧蓄水

船闸之间的水平的河段。长度可以是0到几十公里。对于运河来说，其水位落差集中在了船闸，因此除了船闸的运河河段几乎都是水平的。水平河段一般用于调蓄水，以保证运河船闸的用水。可分为
- 高处蓄水（summit pound）：在运河高程最高处的蓄水，可保证各级船闸的耗水；
- 低处蓄水（sump pound）：在运河高程最低处的蓄水，需要排泄到其它河流、水体中
- 旁侧蓄水（side pound）：在运河船闸旁侧的蓄水，用于保障船闸用水后相邻河段的水位不会有大的波动。典型的如英国布里斯托尔附近的Caen Hill船闸（英语：Caen Hill Locks）。 Caen Hill 运河河段的每个船闸都配有旁侧蓄水

### 闸室
如果闸室的水位与上游河段相同，则称闸室是满的；如果闸室的水位与下游河段相同，则称闸室是空的。

### 底槛（Cill）

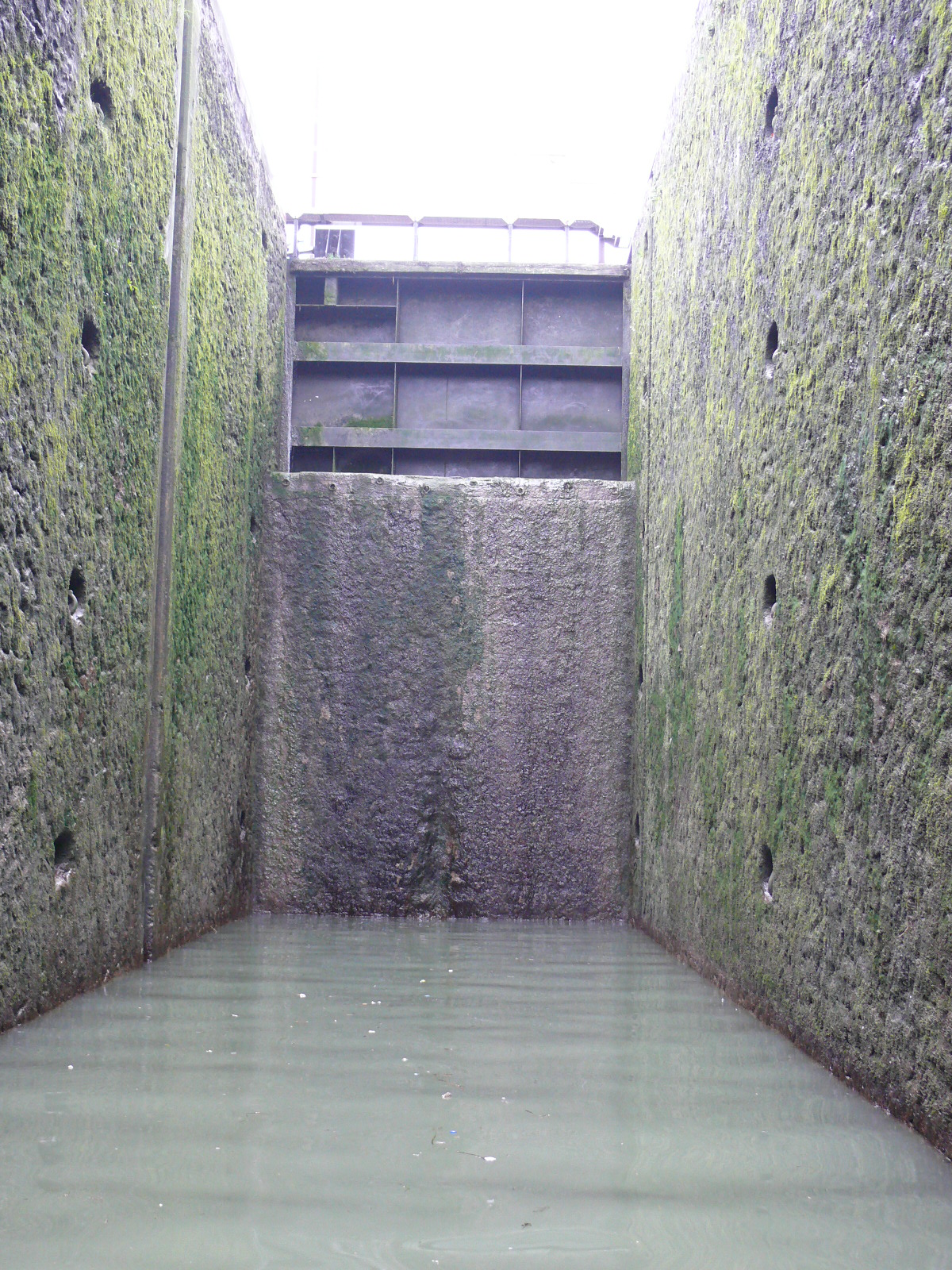
在法國巴黎聖但尼運河的 Cill 暴露於 Pont de Flandre 船閘上

底槛是船闸的上闸首处的闸门下方的地基部分。底槛与其上的闸门一起构成了闸室在上游一侧的水密壁。通常，与底槛上的闸门相比，底槛朝闸室突出一段。因此，在闸室排空时，闸室内的传播要小心不要有部分船艄位于底槛上方，以免闸室水位下降时船艄搁浅在底槛上。为此，在闸室靠近闸首的侧壁顶部都要鲜明的标出底槛向闸室突出的范围，提醒船舶不要占用此一范围停船。
底槛的朝向闸室一侧一般用橡木或其它材料包覆作为护壁，以免船舶进出时撞坏底槛。

### 閘门
在闸首，要安装闸门用来挡水、密封闸室的两端。近代，船闸的闸门通常是橡木、榆木制品，但现代多用钢制。船闸的闸门一般为“人字闸门”（metre gate），朝向上游方向开闭。当人字闸门关闭时，两扇门叶在闸室的中心线合龙，形成一个朝向上游方向凸出的“V”字形。其优点一是当闸门两侧水位不同（只可能是上游一侧水位高于下游一侧），那么在水压作用下人字闸门不能打开。仅当门两侧水位相同，才能开启人字闸门。另一个优点是两侧水位不同时，在水压作用下人字闸门会被越压越紧，有利于水密。
闸室的上闸首的闸门较矮，一般只需满足运河的通航水深。而下闸首的闸门较高，是闸室上下游的水位落差再加上运河的通航水深，相当于整个闸室的高度。上闸首的底槛要允许足够吨位的船只通航。

#### 平衡樑

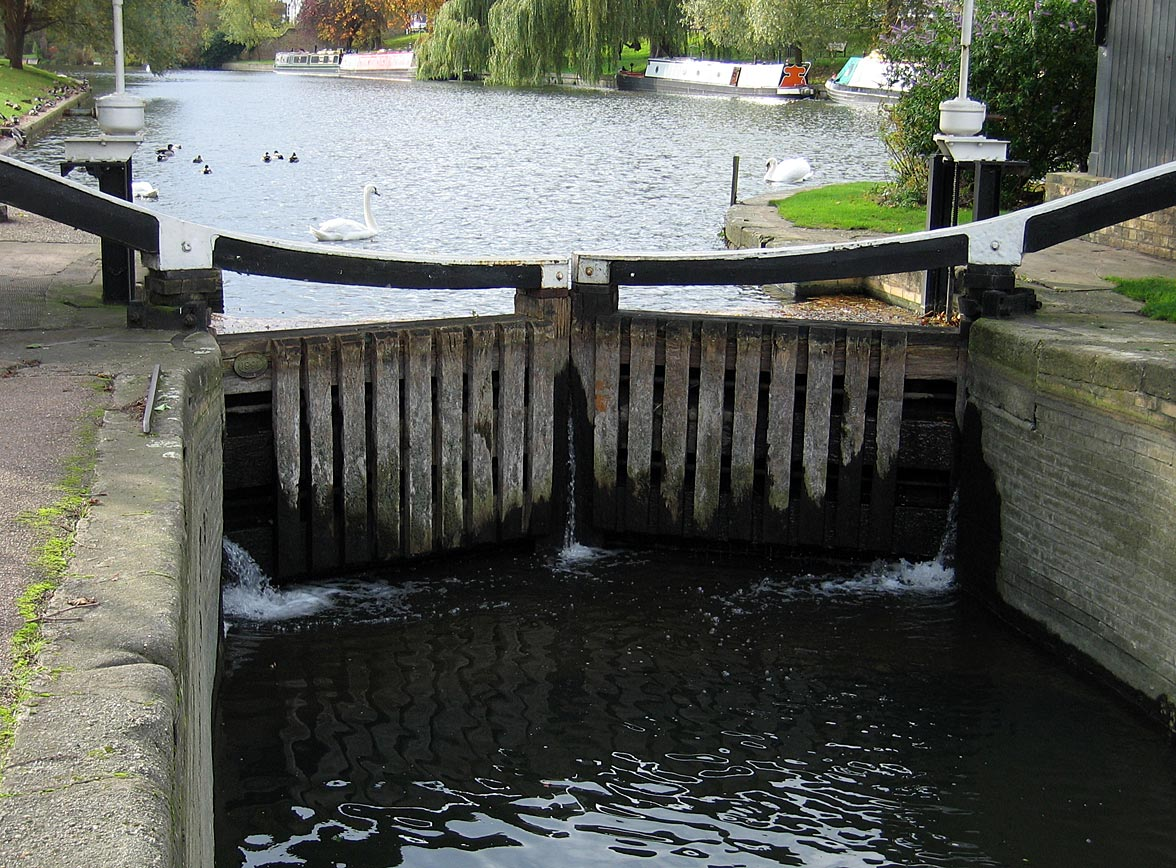
闸首展示平衡梁和升降机构，可见齿条已经被制动杆卡住定位

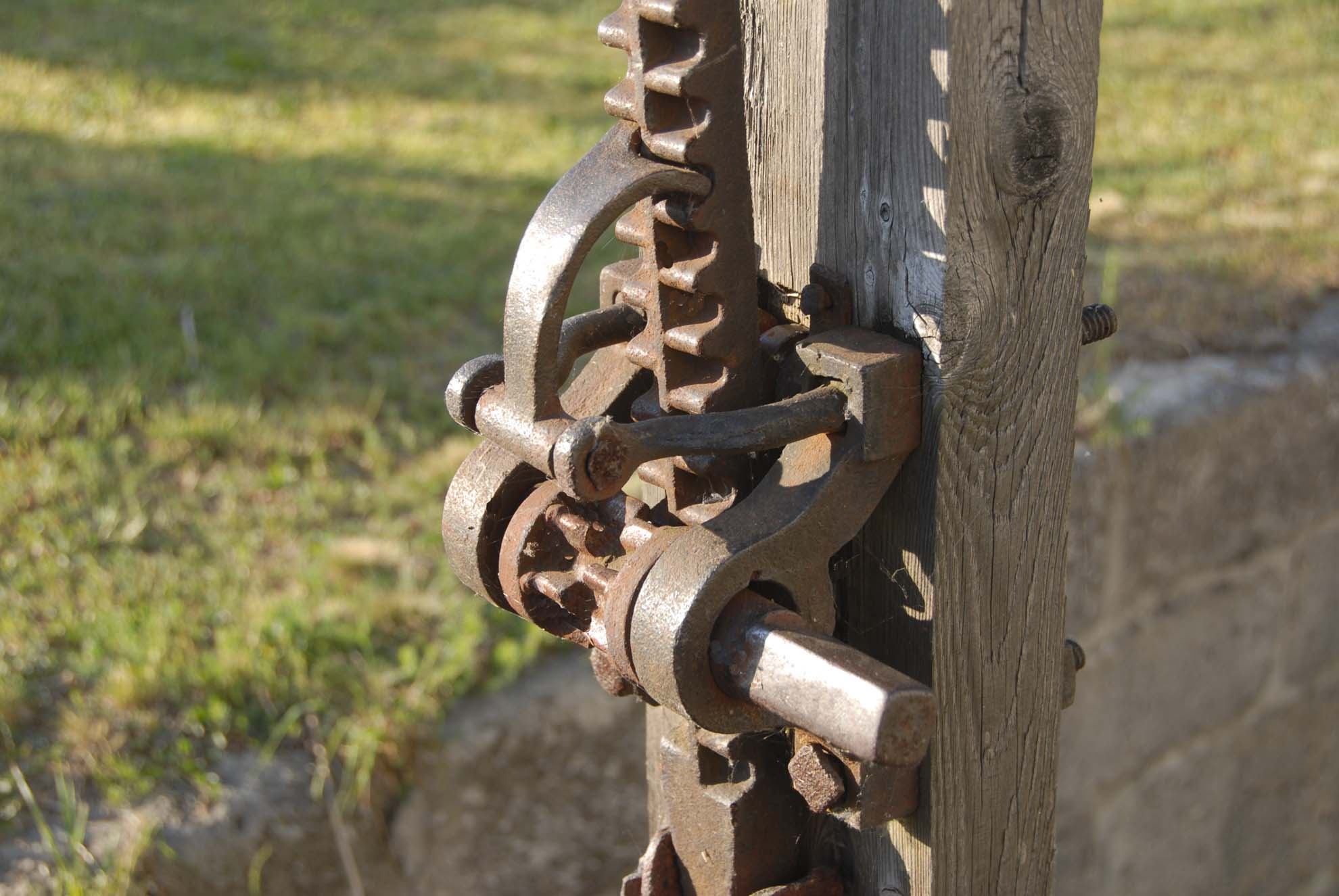
在奧地利Wiener Neustädter Kanal中已有200年歷史的升降机构。

平衡梁（balance beam）是用于人力开启船闸闸门时的省力杠杆。同时也抵消了闸门的部分重量，使得闸门在水中可以更轻快的开启。

#### 闸门水阀
闸门水阀（paddle，slacker, clough, wicket ），是安装在闸首，用于从上游方向向下游方向放水的阀门。打开上闸首水阀，可以向闸室充水；打开下闸首水阀，可以从闸室向下游排水。

#### 升降机构
升降机构（winding gear或paddle gear）用于控制闸门水阀的开闭。闸门水阀的上端与一个齿条（rack）相连。在地面上该齿条与一个齿轮（pinion）相扣。使用轱辘（windlass）转动这个齿轮，可以把齿条上下移动，带动闸门水阀提起或落下。在地面上可以用一个制动杆（pawl ）卡住齿条，使得闸门水阀的状态不变。

## 中国船闸
| 船闸名称                 | 所在河流 | 闸室数量 | 闸室长度(米) | 闸室宽度(米) | 闸室门槛水深(米) | 備註                    |
| ------------------------ | -------- | -------- | ------------ | ------------ | ---------------- | ----------------------- |
| 长洲水利枢纽三线四线船闸 | 珠江     | 2        | 340          | 34           | 5.8              |                         |
| 贵港航运枢纽二线船闸     | 珠江     | 1        | 280          | 34           | 5.8              |                         |
| 西津航运枢纽二线船闸     | 珠江     | 1        | 280          | 34           | 5.8              |                         |
| 桂平航运枢纽二线船闸     | 珠江     | 1        | 280          | 34           | 5.6              |                         |
| 葛洲坝水利枢纽一号船闸   | 长江     | 1        | 280          | 34           | 5.5              |                         |
| 葛洲坝水利枢纽二号船闸   | 长江     | 1        | 280          | 34           | 5                |                         |
| 三峡水利枢纽双线五级船闸 | 长江     | 10       | 280          | 34           | 5                | 允许的最大吃水只有4.3米 |
| 长沙综合枢纽双线船闸     | 湘江     | 2        | 280          | 34           | 4.5              |                         |
| 王甫洲枢纽船闸           | 汉江     |          | 120          | 12           | 2.5              |                         |

### 綜合系統：三峽工程
三峽工程是中國一項多用途水利工程。

## 以「船閘可接受的船隻體積」而命名的專有名詞
船隻體積受船閘限制，在部分運河因此而興起一些標準船隻體積的叫法，並以其運河命稱命名。如：巴拿马型（巴拿馬運河最大）、聖勞倫斯型（聖勞倫斯航道最大）。